# Melanolepis multiglandulosa
Melanolepis multiglandulosa là một loài thực vật có hoa trong họ Đại kích. Loài này được (Reinw. ex Blume) Rchb. & Zoll. mô tả khoa học đầu tiên năm 1857.